# Досо (Бреша)
Досо је насеље у Италији у округу Бреша, региону Ломбардија.
Према процени из 2011. у насељу је живело 110 становника. Насеље се налази на надморској висини од 214 м.